# Экваториальная Гвинея на летних Олимпийских играх 2000
Экваториальная Гвинея принимала участие в Летних Олимпийских играх 2000 года в Сиднее (Австралия) в пятый за свою историю, но не завоевала ни одной медали. Сборную страны представляли 2 женщины.
Эрик Муссамбани в стометровке вольным стилем показал худшее время в истории Олимпийских игр.